# The Soul Cages
The Soul Cages  es el tercer álbum de larga duración de estudio lanzado por el músico británico Sting, en el año 1991. Es el primero de una larga serie de colaboraciones con el guitarrista Dominic Miller. El álbum se convirtió en su segundo número 1 en los rankings británicos. Del mismo, se extrajeron 4 sencillos "All This Time", "Mad About You", "Why Should I Cry for You" y "The Soul Cages".
El 15 de enero de 2021, Sting lanzó una versión expandida de The Soul Cages como celebración del 30 aniversario del álbum. Además de los 9 temas originales, la nueva edición incluye 13 versiones nuevas que consisten en remezclas, mezclas extendidas y un par de canciones cantadas en español e italiano.

## Concepto
Los temas de The Soul Cages están principalmente enfocados acerca del fallecimiento del padre de Sting. La mayoría de las canciones tienen una temática relacionada con la navegación o con el mar. Sting escribió en su autobiografía, Broken Music, que su padre habitualmente se quejaba de no haberse dedicado a trabajar como marino. También hay referencias a Newcastle, la región de Inglaterra, donde Sting creció.

## Lista de canciones
Todas las canciones escritas y compuestas por Sting. 
| The Soul Cages |                                     |          |  |
| N.º            | Título                              | Duración |  |
| 1.             | «Island of Souls»                   | 6:41     |  |
| 2.             | «All This Time»                     | 4:54     |  |
| 3.             | «Mad About You»                     | 3:53     |  |
| 4.             | «Jeremiah Blues (Part 1)»           | 4:54     |  |
| 5.             | «Why Should I Cry for You»          | 4:46     |  |
| 6.             | «Saint Agnes and the Burning Train» | 2:43     |  |
| 7.             | «The Wild Wild Sea»                 | 6:41     |  |
| 8.             | «The Soul Cages»                    | 5:51     |  |
| 9.             | «When the Angels Fall»              | 7:48     |  |

## Personal
- Sting – voz, bajo, mandolina, sintetizadores
- Dominic Miller – guitarra eléctrica, guitarra
- David Sancious, Kenny Kirkland – teclados
- Branford Marsalis – saxophone
- Paola Paparelle – oboe
- Kathryn Tickell – Northumbrian smallpipe
- Manu Katché – batería
- Ray Cooper, Vinx De'Jon Parrette, Bill Summers, Munyungo Jackson, Skip Burney, Tony Vacca – percusión

Producción
- Arreglos por Sting
- Producido por Sting y Hugh Padgham
- Grabado y mezclado por Hugh Padgham, asistido por Simon Osbourne, Yves Jajaget, Bruce Keene, Al Stone, Brian Scheuble y Efren Herrera
- Asistencia Técnica a Sting: Danny Quatrochi
- Masterizado por Bob Ludwig